# Csőrsisak
A csőrsisak a kései lovagkor sisaktípusa. Gyakran használják a címereken. Tényleges
használata a lovagi tornákon, a lándzsatörésnél (melynek célja kivetni az ellenfelet a nyeregből) a
14. század közepe és a 15. század második fele, a 16. század eleje közé esik. A csöbörsisakból alakult ki 1400 táján.
Névváltozatok: békaszájú sisak (Gravett 44)

en: tilting helm, de: Stechhelm, Krötenmäuler, cs: helm kolčí

Rövidítések:
A sisak alja hátul egészen a vállakig lenyúlt, melynek alsó szegélyére elöl sodronyvértet erősítettek, ami fedte a vállakat, a mell és a hát felső  részét. 
Súlya mintegy 20 kg volt. Hátul az csöbörsisakhoz hasonló módon ült a háton, a nyaknál szíjakkal kapcsolták a páncél többi részéhez. Az arc védelmét a vizir látta el, mely a sisak homlokrészére, esetleg oldalt, csuklósan felerősített arcvért volt. Először háromszögű volt, később teljesen zárt, oldalt el nem mozdítható lett.
Divatossá vált a látónyílás alsó részének egyre jobban előreugró kialakítása, mely kutyafejre emlékeztetett. A sisak alatt könnyebb bőrsapkát viseltek.
Ebből a sisakból a lovag csak úgy látott ki, ha kissé előredőlt. Mivel azonban csak a lovagi tornákon használták, ahol a küzdő felek lassabban rontottak egymásra, a lovagnak az összecsapás előtti pillanatban volt ideje felegyenesedni, így a sisak megvédte az ellenfele lándzsájától. Az előreugró csúcs a lovag jobb védelmét szolgálta a lovagi tornákon, mert az alulról jövő lándzsadöfés jobban le tudott csúszni a sisakról.
Azt, hogy a csöbörsisak miként alakult át csőrsisakká, a legjobban Gelre herold címerkönyvében figyelhető meg.
Csehországban a csöbörsisak csőrsisakká változása Jošt z Rosenberka 1366-os sisakján figyelhető meg, majd a csőrsisakot
Smil z Lichtenberka használta 1391-ben. Magyarországon előfordul Zsigmond király korai címeradományaiban.
A heraldikai ábrázolásokon a csőrsisak együtt növekszik a sisaktakaróval, mely egyre hosszabb, ornamentális dísz lett.
A 16. század második felében egyes csőrsisakokon mozgatható alsó védőkengyel jelent meg, melyek egyrészt a csőrsisakok külön típusát hozták létre, másrészt ebből a típusból alakult ki a burgund sisak. A 16. század elején a csőrsisakot a lovagi tornákon is kezdték felváltani ezek a pántos sisakok.
Egyes heraldikai rendszerekben (német, skandináv) a polgárságnak és más nem nemesi származású címerviselőknek fenntartott sisakfajta volt. A Német-Római Birodalomban a 15. század közepétől a kancelláriai címeradományokon használták.
Észak-Németországban és Németalföldön ezt az elvet nem tartották be szigorúan. Nagy-Britanniában és Írországban a gentlemanek és esquire-k számára írták elő. A belga heraldikában a csőrsisak alig fordul elő. 
A cseh heraldikában ezt a sisaktípust a Fehér-hegyi csata (1620) után nem adományozták többé.